# José Arrieta
José Casimiro Arrieta Perera (San José, 4 de marzo de 1833-Viña del Mar, 10 de agosto de 1911) fue un diplomático y empresario uruguayo avecindado en Chile.

## Biografía
En 1844 partió a Santiago (Chile), donde estudió en el Instituto Nacional. En 1858 se casó con la chilena María Mercedes Cañas Calvo, con quien tuvo cinco hijos (Luis, Inés, Mercedes, José y Carlos Arrieta Cañas). Se avecindó en Chile hasta su muerte.
Ministro plenipotenciario de Uruguay en la capital chilena desde 1859, llegó a ser decano del cuerpo diplomático de Chile. Trabajó en algunas instituciones bancarias y mutualistas donde amasó su fortuna, contribuyendo en la fundación del Banco Sudamericano de Valparaíso y el Garantizador de Valores. Fundó además la institución de ahorros llamada El porvenir de las familias.
En 1870 compró a Margarita Egaña de Tocornal el fundo de 500 cuadras conocido como Hacienda de Peñalolén. Si bien tanto la casa como el parque fueron remodelados, no perdieron su tradición de centro cultural. Los Arrieta la transformaron en un centro de artistas y pensadores, donde se hospedaron muchos intelectuales de paso en Chile. Actualmente el parque lleva el nombre de Parque Arrieta y allí se halla ubicada la Universidad Internacional SEK Chile.
Amigo del presidente José Manuel Balmaceda, que lo nombró en su testamento como hombre íntegro, le pidió que se encargara de la sepultura de sus restos luego de su suicidio, en el contexto de la guerra civil chilena de 1891.

Pidan a Arrieta, que es bueno, el servicio de atender a mis funerales.
José Manuel Balmaceda.

Protegió a Diego Barros Arana, quien obtuvo seguro refugio en la casona de Peñalolén cuando fue perseguido en 1891.
Su muerte en 1911 fue considerada como duelo general, y a sus funerales asistió lo más alto del mundo político, diplomático y social de la época. Sus restos descansan en el Cementerio General, mausoleo familiar que se encuentra en el patio n.º 31 (Belisario Prat con Hermanas).